# 格子細胞
格子細胞（こうしさいぼう、英: gitter cell）とは中枢神経系における病理学的な破壊による細胞の残骸の貪食によって腫大した小膠細胞。同義語として顆粒細胞(granule cell)、顆粒小体(granular corpuscle)。
格子細胞は、ミクログリア細胞の感染性物質または細胞破片の食作用の最終的な結果である。最終的に、一定量の物質を飲み込んだ後、食細胞ミクログリア細胞はそれ以上の物質を貪食することができなくなる。結果として生じる細胞塊は、その「粒子の粗い」外観にちなんで名付けられた顆粒小体として知られている。染色された組織を見て格子細胞を明らかにすることにより、病理学者は感染後の治癒した領域を視覚化することが可能。 